# Маяк Датч-Айленд
Маяк Датч-Айленд (англ. Dutch Island Light) — маяк на юге небольшого острова Датч-Айленд, расположенного к западу от острова Конаникут в заливе Наррагансетт, округ Ньюпорт, штат Род-Айленд, США. Построен в 1826 году. Автоматизирован в 1947 году. Деактивирован в 1979 году. Возвращён в эксплуатацию в 2007 году.

## История
Города Провиденс и Ньюпорт, одни из первых английских поселений в Северной Америке, были крупными центрами промышленности и торговли в XVIII—XIX веках. Для обеспечения навигации до них через залив Наррагансетт, в котором находится множество больших и малых островов, было построено несколько маяков. Первый маяк на острове Датч-Айленд был построен в 1826 году. Он представлял собой каменную башню высотой 9 метров, примыкающую к дому смотрителя. Для освещения использовались масляные лампы. В 1855 году состояние маяка было признано неудовлетворительным. 18 августа 1856 года Конгресс США выделил 4 000$ на перестройку маяка. Через год строительные работы были завершены. Новый маяк представлял собой квадратную кирпичную башню высотой 13 метров, примыкающую к кирпичному дому смотрителя. На маяк была установлена линза Френеля. В 1923 году маяк пострадал от пожара. В 1947 году Береговая охрана США автоматизировала маяк. В 1960 году дом смотрителя был демонтирован. В 1972 году Береговая охрана США посчитала маяк избыточным и вывела его из эксплуатации.
В 1988 году он был включён в Национальный реестр исторических мест.
В 2007 году маяк был отреставрирован на частные пожертвования и возвращён в эксплуатацию.

## Фотографии
- Открытка 1910 года
- Маяк до реставрации